# 攻玉社工科短期大学
攻玉社工科短期大学（こうぎょくしゃこうかたんきだいがく、英語: Kogyokusha College of Technology）は、東京都品川区西五反田5-14-2に本部を置いていた日本の私立大学である。1950年に設置され、2008年に廃止された。大学の略称は攻短。

## 概要

### 大学全体
- 東京都品川区に所在した日本の私立短期大学で、設置主体は学校法人攻玉社学園[1]。
- 国内で最初に認可された短期大学149校[注 1]の1校として、1950年に1学科80名体制で開学した[2]。以後、学科の増設もなく 入学定員は80名に減員。
- 2005年度の入学生を最後に[注釈 2]、短期大学としての使命を終える[3]。

### 建学の精神（校訓・理念・学是）
- 攻玉社工科短期大学における建学の精神は｢他山の石以って玉を攻（みが）くべし｣となっていた。これは、創始者である近藤真琴が詩経から引用した言葉をそのまま当てはめたものである

### 教育および研究
- 攻玉社工科短期大学は、旧来の陸軍測量習練所における伝統を継承していることから土木をベースとした専門教育が行われていた。

### 学風および特色
- 攻玉社工科短期大学は、旧来の陸軍測量習練所を含め開学以来、勤労者の傍らで学業に勤しむ人に教育を行うことのねらいから、夜間部が設置されていた。そのため、年配者も少なからず存在していた。
- 21世紀の初頭では、首都圏における土木系の学科で夜間部を有する唯一の短大となっていた。
- 土木・建設業界で活躍する人材を数多く輩出しているところに特色がある。
- セメスター制度が導入されていた。
- 学生募集が終末期になった頃、秋期入学（10月）制度も導入されていた[4]。

## 沿革
- 1863年
  - 攻玉社が創設される[5]。
- 1880年
  - 近藤真琴が陸軍測量習練所を設置する[6]。
- 1921年
  - 攻玉社高等工学校に移行する。
- 1949年
  - 10月 文部省[注釈 3]に短期大学[注 2]の設置認可に関する申請を行う[注 3]。なお、学科・専攻は以下の通りとなっている[注 4]。
    - 土木工学科第二部 入学定員120
- 1950年
  - 3月14日 左記を以て短期大学の設置が文部省[注釈 3]より認可される。[注 5]
  - 4月1日 左記を以て攻玉社短期大学が以下の学科体制にて開学する[注 6]。
    - 土木工学科科第二部  入学定員120→80
- 1951年
  - 4月1日  入学定員を80→120[15]に増員。
- 1954年
  - 4月1日 土木科第二部の入学定員を120[16]→80[17]に減員。
  - 5月1日 学生数[18]/定員
    - 土木工学科 152[注釈 4]/160
- 1975年
  - 4月1日 以下の情報から、史実上、女子学生の在学が初めて確認されている。
  - 5月1日 学生数[19]/定員
    - 土木工学科 405[注 7]/160
- 1988年
  - 4月1日 土木科第二部を土木工学科第二部に改組[20]。
  - 5月1日 学生数[21]/定員
    - 土木工学科 285[注 8]/160
- 1990年
  - 4月1日 攻玉社工科短期大学に学名改称[22]。
  - 5月1日 学生数[23]/定員
    - 土木工学科 274[注 9]/160
- 1992年
  - 5月1日 学生数[注 10]/定員
    - 土木工学科 264[注 11]/160
- 1999年
  - 4月1日 土木工学科第二部を環境建設学科第二部に改組[26]。
- 1999年
  - 5月1日 学生数[27]/定員
    - 環境建設学科 164[注 12]/80
      - 土木工学科 92[注 13]/80
- 2005年
  - 4月1日 この年度で学生募集を終了[注釈 2]。
- 2008年
  - 12月19日 左記をもって正式に廃止となる[3]。

## 基礎データ

### 所在地
- 東京都品川区西五反田5-14-2[注釈 1]

### 象徴
- カレッジマークは右記資料を参照[4]。

## 教育および研究

### 組織

#### 学科
- 環境建設学科第二部 入学定員80名[注 14]

#### 専攻科
- なし

#### 別科
- なし

#### 取得資格について
- 測量士補資格が取得できる課程があった[4]。

#### 附属機関
- 生涯学習センター

### 研究
- 『明治期の攻玉社土木科同窓会誌』[29]

## 学生生活

### 部活動・クラブ活動・サークル活動
- 攻玉社工科短期大学で活動していたクラブ活動：柔道・バレーボールほか。

## 大学関係者と組織

### 大学関係者組織
- 攻玉社工科短期大学には「玉工同窓会」と称した同窓会組織がある。

## 大学関係者一覧

### 歴代学長
- 内海清温
- 岡田信次
- 水野高明

### 出身者

#### 芸能
- 潮万太郎 - 俳優

## 施設

### キャンパス
- 交通アクセス：東急目黒線不動前駅に程近い場所に設置されていた。
- 設備：キャンパス敷地面積は専門学校なみに狭隘だった。校舎内には、図書館・学生食堂・大教室・温水プール・演習室・製図室などがあった。

## 対外関係

### 系列校
- 攻玉社中学校・高等学校[注 15]

## 卒業後の進路について

### 編入学･進学実績
- 環境建設学科：岩手大学・東京農工大学・徳島大学・千葉工業大学・国士舘大学・帝京平成大学・工学院大学・東海大学・東洋大学・日本大学・関東学院大学などがある[30]。